# Karl Liebknecht
Karl Liebknecht   (Leipzig, 13 d'agost de 1871 - Berlín, 15 de gener de 1919) fou un socialista i antimilitarista alemany, cofundador de la Lliga Espartaquista, del Partit Comunista Alemany i de la publicació Die Rote Fahne, juntament amb Rosa Luxemburg. Va ser assassinat el 1919 per militants de dretes.

## Biografia
Fill d'un dels fundadors de la SPD, Wilhelm Liebknecht. Va créixer en la misèria a causa de l'empresonament del seu pare i les reformes socials de Herbert von Bismarck el van afectar quan encara anava a l'escola.
Després va començar a estudiar filosofia, economia, història i dret a la seva ciutat natal fins que la seva família es va mudar a Berlín, on va continuar amb els seus estudis. El 1883-1884 fou reclutat i després va escriure la seva tesi doctoral en dret. Aquesta va ser la seva primera dedicació: va obrir un buffet per a defensar a socialdemòcrates i reclutes maltractats pel règim monàrquic.
També va continuar la seva activitat política des de la SPD i escrivint llibres contra l'exèrcit. Precisament la seva obra "Militarisme i Antimilitarisme" (1907) li va costar un any i mig de presó. En el cas es va autodefensar, guanyant així molta popularitat fins al punt de què va ser elegit diputat al parlament de Prússia.
A la Primera Guerra Mundial va desmarcar-se del seu partit (que finalment va aprovar-la) i declarar-se públicament contrari a la guerra. Per això va ser enviat al front l'any 1915 (encara que tenia immunitat com a parlamentari), on va viure de prop els enfrontaments.
Un any després, ell i 20 membres més de la SPD van condemnar la guerra i van ser expulsats del partit. Va prosseguir, després de tornar del front, amb la seva activitat antibèl·lica encapçalant una manifestació, motiu pel qual va ser condemnat a 4 anys de presó. Els opositors de la guerra, d'entre els quals destaca Rosa Luxemburg, però a més amb dirigents com Leo Jogiches, Franz Mehring, Clara Zetkin, Johann Knief i altres, van crear el Spartakus-Bund per a agrupar a tots els dissidents el dia 01.01.1916.

## Mort i posteritat
Karl Liebknecht va sortir de la presó després de la revolució d'octubre que va significar la fi de la guerra i el començament de l'Alemanya republicana. Poc després, l'any 1919, militants de l'extrema dreta i antics generals imperials el van assassinar juntament amb Rosa Luxemburg. Està enterrat a Berlín, al districte de Lichtenberg. Una avinguda al centre de la ciutat, pertanyent en el seu moment a Berlín Est, porta el seu nom.